# Pointe Batterie
Pour les articles homonymes, voir Batterie et Deshaies (homonymie).
Ne doit pas être confondu avec Pointe Batterie (Bouillante).
La pointe Batterie ou pointe Deshaies est un cap de Guadeloupe donnant sur la mer des Caraïbes.

## Géographie

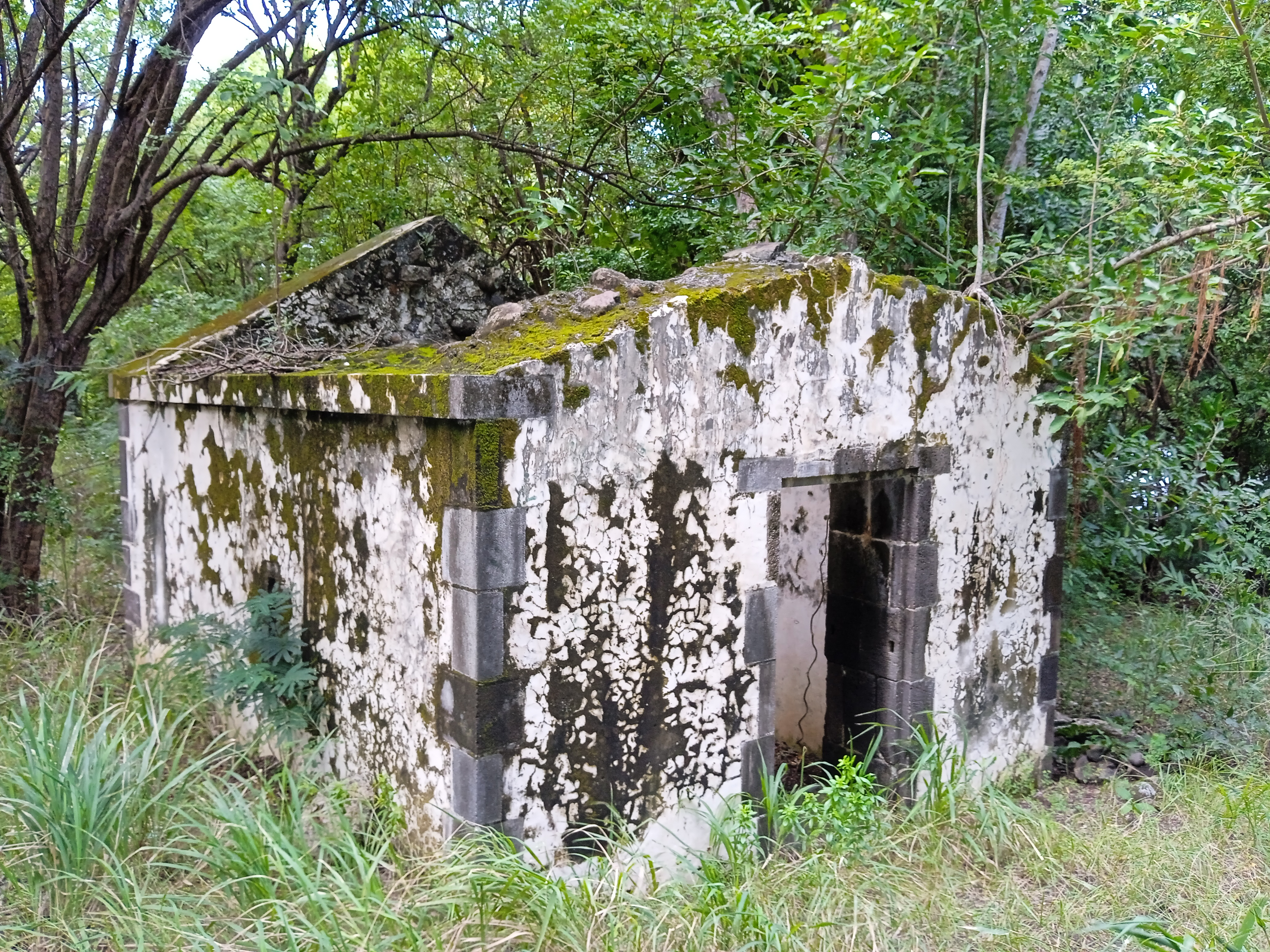
Poudrière de la pointe Batterie

Il se situe au sud de la pointe du Gros Morne avec qui il forme l'anse Deshaies qui abrite la ville de Deshaies.
L'ensemble de la pointe est protégée par le Conservatoire du Littoral. La Pointe Paul Thomas marque la limite de la zone  naturelle d'intérêt écologique, faunistique et floristique de Morne aux Fous qui s'étend de celle-ci à la pointe Batterie.

## Histoire
La pointe abritait une des quatre batteries qui entouraient et protégeaient la ville de Deshaies comme en témoigne une carte datée de 1804. Le site est réhabilité à la fin des années 1990 par l'ONF qui installent les quatre canons retrouvés sur des affûts de bois. La poudrière, édifiée à la fin du XVIIIe siècle, est restaurée en 2001.
La pointe est un site de plongée réputé. Il a perdu ses coraux corne d'élan ainsi que les espèces fines de coraux branchus lors des cyclones Hugo et Luis et ces espèces n'ont pas recolonisé les lieux depuis